# Michael Bohnen
Franz Michael Bohnen (ur. 2 maja 1887 w Kolonii, zm. 26 kwietnia 1965 w Berlinie) – niemiecki śpiewak operowy, bas-baryton.

## Życiorys
Studiował w konserwatorium w Kolonii u Fritza Steinbacha i Rudolfa Schulza-Dornburga. Debiutował w 1910 roku w Düsseldorfie wolą Caspara w Wolnym strzelcu. W latach 1912–1913 występował w Wiesbaden, a od 1913 do 1921 roku związany był z berlińską Hofoper. W 1914 roku wystąpił w Covent Garden Theatre w Londynie oraz na festiwalu w Bayreuth. W latach 1923–1932 występował w nowojorskiej Metropolitan Opera. Po powrocie do Niemiec występował od 1933 do 1945 roku w berlińskim Deutsches Opernhaus, następnie od 1945 do 1947 roku był kierownikiem artystycznym Städtische Oper.
W jego repertuarze znajdowało się wiele partii basowych i barytonowych, m.in. Sarastro w Czarodziejskim flecie, Wotan w Walkirii, Król Marek w Tristanie i Izoldzie, Hagen w Zmierzchu bogów, Gurnemanz w Parsifalu, Mefistofeles w Fauście, Baron Ochs w Kawalerze srebrnej róży, Scarpia w Tosce. Poza sceną operową występował też jako śpiewak operetkowy oraz aktor w filmach. Dokonał licznych nagrań płytowych dla wytwórni HMV, Deutsche Grammophon, Odeon i Brunswick Records. Spisał swoje wspomnienia pt. Zwischen Kulissen und Kontinenten (1954).